# Shazam!
Shazam! és una pel·lícula estatunidenca de comèdia i superherois de 2019 sobre el personatge homònim. Produïda per New Line Cinema i distribuïda per Warner Bros. Pictures, és la setena entrega de l'univers estès de DC (DCEU). Dirigida per David Sandberg a partir d'un guió de Henry Gayden, i una història de Gayden i Darren Lemke; la pel·lícula és protagonitzada per Asher Angel com a Billy Batson, un adolescent que es pot transformar en un superheroi adult, interpretat per Zachary Levi. Mark Strong, Jack Dylan Grazer, i Djimon Hounsou també apareixen. S'ha subtitulat al català.
El projecte de Shazam! va començar a New Line a principis del 2000 i va ser endarrerit per molts anys. La pel·lícula va entrar en preproducció el 2009 amb el director Peter Segal i el guionista John August, i Dwayne Johnson va ser considerat per a fer del dolent Black Adam, però el projecte va tancar la botigueta; Johnson fa de productor executiu a Shazam!. William Goldman, Alec Sokolow, Joel Cohen, Bill Birch, i Geoff Johns, entre d'altres, van estar lligats al projecte com a guionistes en algun moment. La pel·lícula es va anunciar el 2014, amb Johnson preparat per a fer de Shazam o Black Adam. Posteriorment, seria triat el gener del 2017 per a dirigir un projecte sobre Black Adam. Sandberg va signar per dirigir Shazam! el febrer de 2017 i Levi va ser signat a l'octubre, amb Angel unint-se al repartiment el mes següent. El rodatge va començar a Toronto, Ontàrio, Canadà el 29 de gener de 2018, amb la majoria del film filmat a Pinewood Toronto Studios, i es va acabar l'11 de maig de 2018.
Shazam! va ser estrenada als Estats Units gràcies a Warner Bros. Pictures en RealD 3D, Dolby Cinema, i IMAX  el 5 d'abril de 2019. La pel·lícula va recaptar 364 milions de dòlars a nivell mundial, convertint-se en un èxit comercial malgrat ser la pel·lícula amb menor pressupost del DCEU. La pel·lícula va rebre crítiques positives dels crítics, amb elogis a la direcció de Sandberg i a les actuacions de Levi, Grazer, i Angels, així com pel seu to lleuger i divertit. Una seqüela està en desenvolupament, amb els guionistes anteriors i amb Sandberg també a la direcció.